# Carnaval de Venise
Cet article possède un paronyme, voir Le Carnaval de Venise.

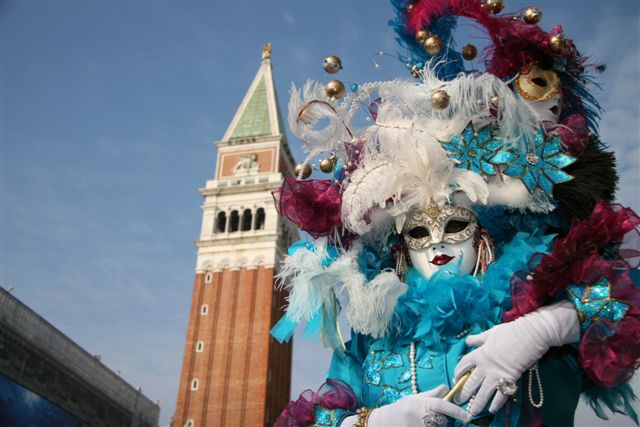
Figure féminine emblématique du carnaval de Venise.

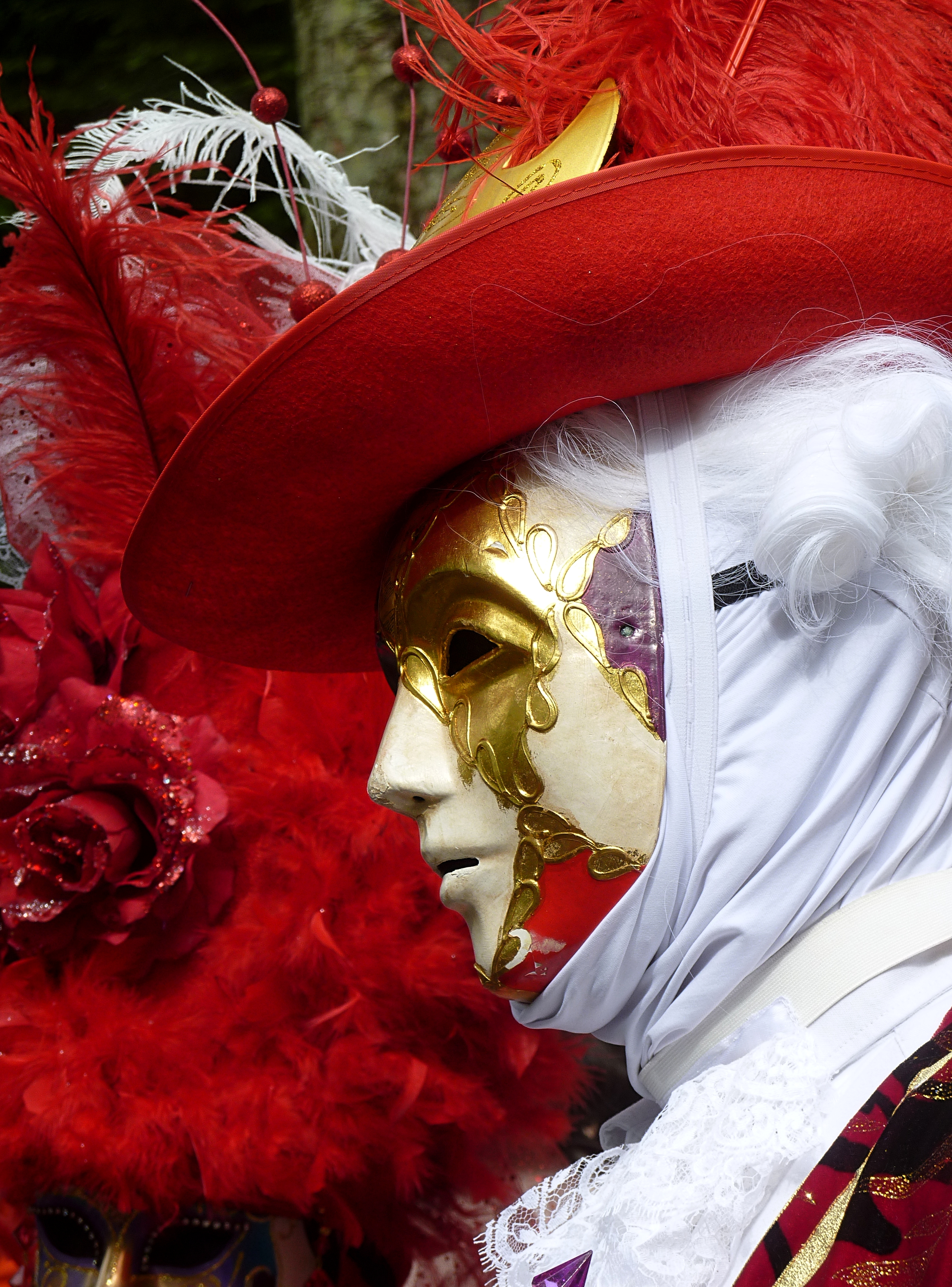
Un masque du Carnaval de Venise

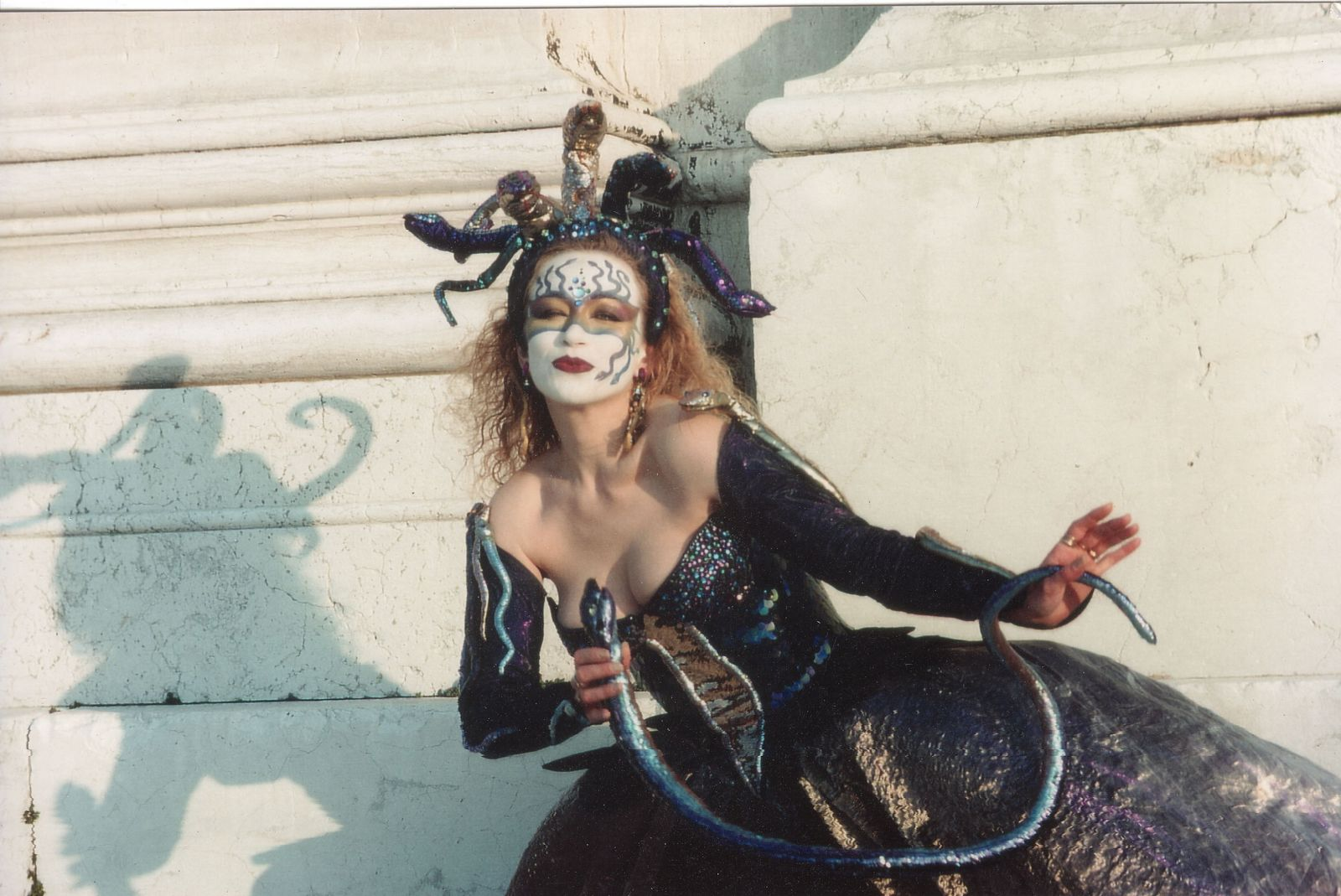
Caroline Barral en Méduse, 1er prix du plus beau costume féminin, carnaval de Venise 1994.

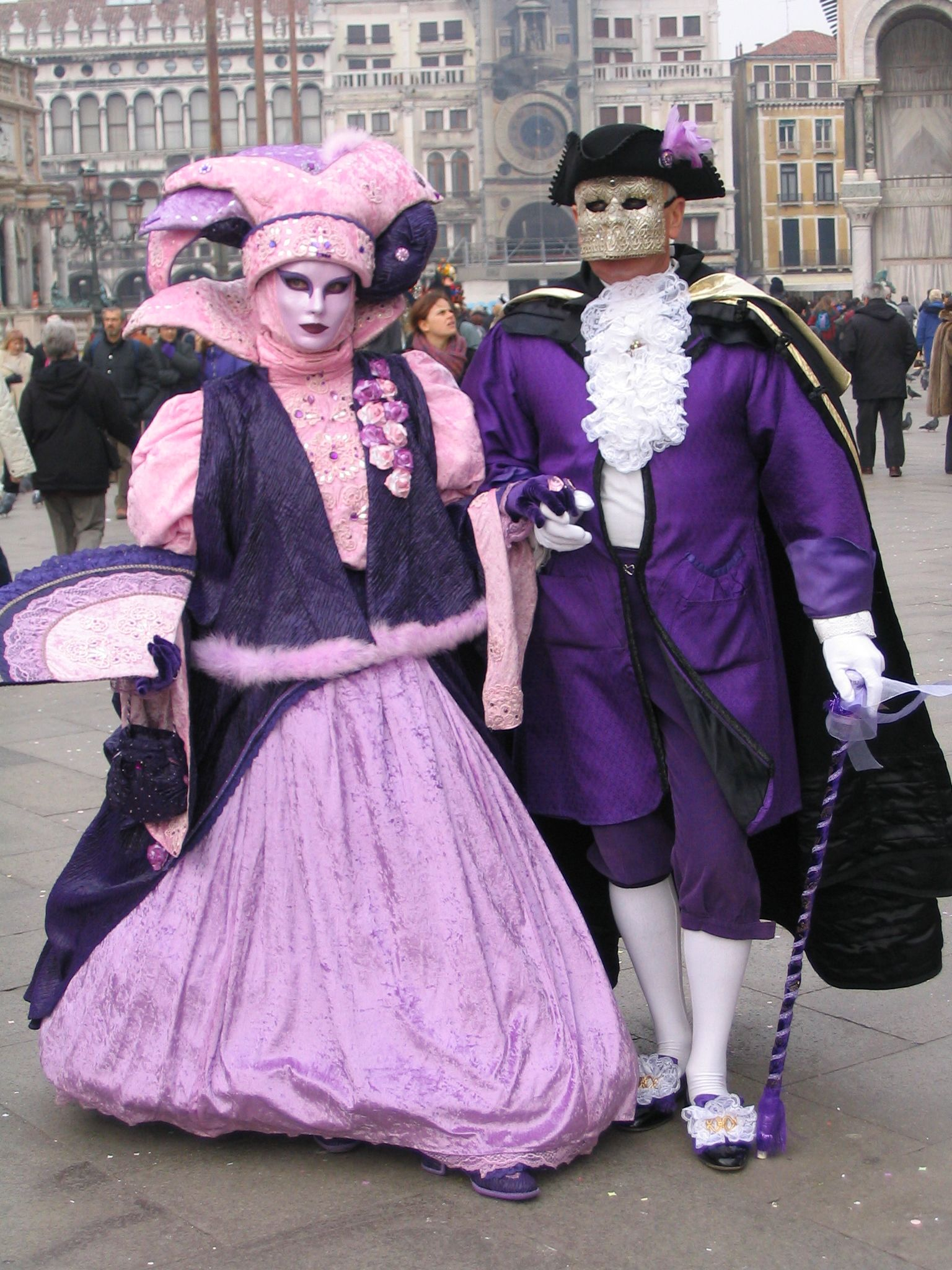
Couple au carnaval de Venise. L'habit traditionnel masculin : longue cape noire (tabarro), masque blanc (bauta) et tricorne.

Le carnaval de Venise est  une fête traditionnelle italienne remontant au Moyen Âge. Il commence dix jours avant le mercredi des Cendres et se poursuit jusqu'au mardi gras. Connu pour ses costumes et ses masques, il attire des foules considérables.

## Histoire
Des traces attestées du carnaval de Venise apparaissent dès le Xe siècle lors de spectacles publics les derniers jours précédant les mortifications du carême. En 1094, le carnaval est mentionné dans un édit du premier doge de Venise Vital Faliero de Doni. Rituel civique, il sert initialement à façonner la cohésion civique et politique de la commune constituée de sestieri (quartiers) marqués par leur forte identité. Il est progressivement pris en main les siècles suivants par l'aristocratie qui canalise la fête mais continue à associer le peuple aux jeux publics (notamment la pyramide humaine appelée « Forces de Cul », la chasse aux porcs au XIIIe siècle, remplacée par la chasse aux taureaux au XVIe siècle, suivie d'une mise à mort et d'une distribution de viande), aux fêtes (épousailles du Doge avec la mer, fête des Maries remplacée à la fin du XIVe siècle par le jeudi gras marqué par le sacrifice rituel du taureau et de douze porcs), voulant ainsi par ces spectacles affirmer la puissance de sa cité.
Le but premier du carnaval de Venise était d’abolir les contraintes sociales habituelles. Le riche devenait pauvre et vice versa, les personnes qui se connaissaient bénéficiaient du privilège de ne plus avoir à se saluer grâce à l'incognito procuré par les masques apparus au XIIIe siècle. Le port du costume permettait une liberté inconnue pendant le reste de l'année, les individus pouvaient transgresser certaines règles sans se faire reconnaître. Institutionnalisé et « codifié » à la Renaissance, le carnaval s'ouvre à l'opéra à partir du XVIe siècle et accueille les princes d'Europe (auparavant le théâtre avec ses prix d'entrée réduits était plus populaire). C’est à partir du XVIIe siècle, à l'époque baroque, que le mythe du carnaval de Venise s’est répandu dans toute l'Europe, et c'est l'image du XVIIIe siècle qui nous est la plus familière grâce aux tableaux de Canaletto, Francesco Guardi, Giandomenico Tiepolo et surtout Pietro Longhi. Longtemps célébré entre l'Épiphanie et le Carême, il s'étend à cette époque pendant plusieurs mois de l'année, en hiver, en mai-juin et à l'automne (jusqu'à six mois dans l'année), sa démesure tentant à cette époque de masquer l'angoisse du déclin commercial et politique de Venise.
En 1797, avec l'arrivée des troupes du Directoire dirigées par Napoléon Bonaparte, la tradition est interrompue pour éviter des troubles au sein de la population, Napoléon ayant peur de la force révolutionnaire, subversive, et des émeutiers se cachant sous leurs masques. Quelque temps après, les Autrichiens réhabilitent quelque peu la fête, le carnaval s'embourgeoisant au XIXe siècle qui marque son lent déclin. À partir de cette époque, le carnaval ne connaît plus le même enthousiasme populaire, et les masques ont presque disparu jusque dans les années 1970. À cette époque, quelques adolescents renouent avec la tradition des œufs pourris, qui avait été interdite en 1268. D'autres étudiants férus de théâtre tentent de rétablir les mascarades en 1978. Sous l'initiative d'associations de citoyens, de la municipalité de Venise, de La Fenice et de la biennale de Venise en 1979, il est décidé de relancer avec faste le carnaval.
Depuis sa réintroduction officielle en 1980, le carnaval de Venise est devenu un événement touristique important et spectaculaire, des dizaines de milliers de visiteurs venant y participer en raison de l'atmosphère de la ville et des masques. Les jeux au détriment des animaux n’existent plus mais les attractions médiévales du carnaval (jongleurs, acrobates, musiciens, danseurs) subsistent et les spectacles ont traditionnellement lieu sur les places de Venise, en particulier sur la Piazza San Marco. Le carnaval actuel comprend le défilé inaugural des plus beaux costumes, le lâcher des ballons, la parade nautique, l’Envol de l’ange, la Procession des Maries. Il est marqué par ses spectacles publics dans les rues, des manifestations payantes dans les hôtels, palais et restaurants et ses divertissements privés (soupers fins, bals, concerts baroques) dans les palais. Il se tient traditionnellement les dix jours précédant le mercredi des Cendres.
Cependant l’enjeu économique est devenu tel qu'il peut ternir le caractère spontané de cette fête. Le costume traditionnel de la bauta est plutôt remplacé par ceux de Pierrot et de Colombine, le spectacle publicitaire envahit les rues, au point de faire dire à Philippe Sollers : « Rien de plus faux, parodique et grimaçant que le carnaval moderne. C’est un truc d’écran pour couturiers et sponsors divers. Du bruit, de la laideur, de l’outrance, des masques empilés sur des masques, des contorsions pour la caméra ».

## Vol de l'ange
Le Vol de l'ange (dans le sens d'aérien) est le coup d'envoi du carnaval. Créé au milieu du XVIe siècle, c'était le vol d'un invité secret de Venise qui se lançait du haut du clocher de San Marco jusqu’au centre de la place. Il est aussi appelé Vol du turc en lien avec une légende selon laquelle un funambule turc en équilibre aurait rejoint le campanile de la tour San Marco en 1558.
En 1759, le carnaval a vécu une tragédie. En effet, l'acrobate s'est écrasé dans la foule. L'acrobate a été remplacé par une grande colombe en bois qui libère des fleurs et des confetti au-dessus de la foule. L'évènement est donc devenu le Vol de la colombe.
En 2001, la colombe de bois a été remplacée par un acrobate qui a effectué le « vol de l'ange ». Depuis, des filles réalisent le vol de l'ange en se lançant du haut du campanile (elles sont retenues par un filin) pour rejoindre leur amoureux sur la Piazzetta.
Jusqu'en 2010, cet honneur était réservé à des célébrités (par exemple Federica Pellegrini en 2007). Depuis 2011, on choisit la « Marie » de l'année précédente.

## La fête des Maries

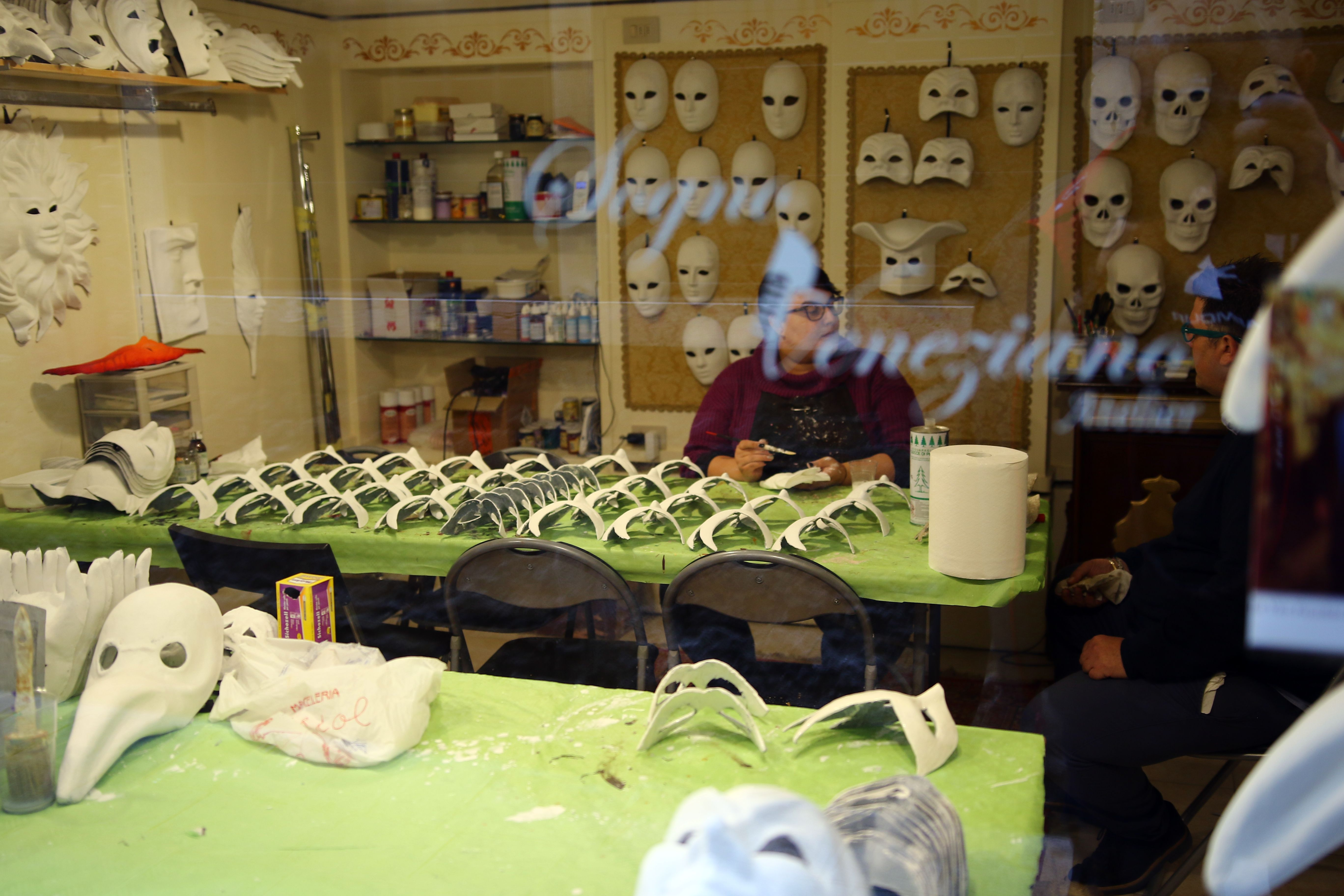

La fête des Maries, remise à l'honneur le premier samedi du carnaval, se réfère à une cérémonie attestée de 1143 à la guerre de Chioggia en 1379. Le jour de la purification de Marie, le 2 février, était célébrée la bénédiction des femmes de la basilique de San Pietro di Castello, ainsi que les mariages de douze filles, choisies parmi les plus pauvres et les plus belles des différents quartiers de la ville. Au cours d’une célébration en 973, des brigands avaient fait irruption dans l'église et volé tous les bijoux ainsi que les épouses. Les Vénitiens organisèrent une expédition, dirigée par le doge. Ils arrêtèrent les brigands, libérant les douze femmes et leur or précieux. Le doge préféra que les corps ne reçoivent pas de sépulture, et ils furent tous jetés à la mer.
En l'honneur de cette victoire contre les brigands fut mise en place la Festa delle Marie soit « la fête des Maries », célébrée chaque année et représentée par douze des plus belles femmes de Venise. Aujourd'hui le défilé se déroule habituellement dans l'après-midi du premier samedi du carnaval. Les douze Maries partent de San Pietro Castello et se dirigent en traversant une foule de masques et de touristes vers la Piazza San Marco, accompagnées d'un long cortège formé de demoiselles d'honneur, de musiciens et de centaines d'autres personnes en costume d'époque. Ce cortège est composé de bateaux qui traversent les canaux de la ville, des évènements religieux ont lieu dans les principales églises de Venise. On peut assister à des spectacles de danse, des concerts et des repas organisés par les citoyens de la ville. À la fin du défilé se déroule l’élection durant laquelle la plus belle des Marie est élue et reçoit le titre de Marie de l’année. Ce sera celle qui s’élancera du campanile l’année suivante pour ouvrir les festivités du carnaval de Venise. Julia Nasi fut la gagnante de la fête des Maries du carnaval 2013, c’est donc elle qui effectua le vol de l’Ange lors du carnaval de Venise 2014.

## Les masques et les costumes

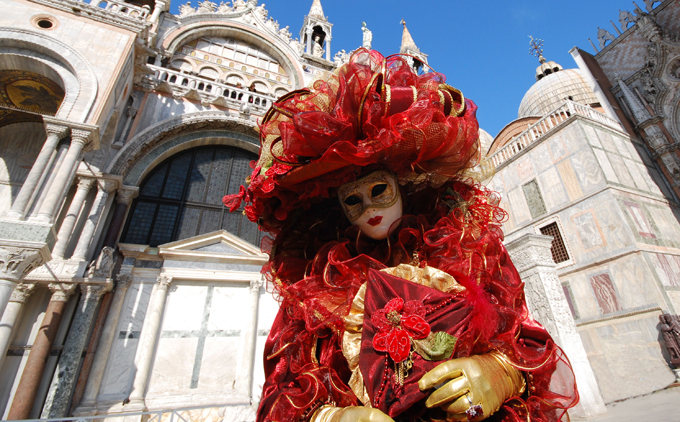
Autre figure féminine emblématique du carnaval de Venise.

Le public est composé de différentes classes sociales. Les masques et costumes garantissent l'anonymat, il est même possible de mentir sur sa classe sociale, son sexe, sa religion. On choisit souvent la classe inverse à la sienne (par exemple, un pauvre prendra souvent l'habit d'un riche). La joie et l’anonymat sont au cœur de ce festival. C'est un temps pour oublier le quotidien et tous les préjugés.
Les costumes pour le carnaval ont engendré un véritable marché des masques et des costumes. Après la phase de confection des modèles, on y ajoute des détails tels que des dessins, des broderies, des perles, des plumes et autres. Le fait d’endosser un costume ne suffisait pas, le carnaval de Venise était un état d’esprit tout entier. Il fallait donner un personnage à son costume et le jouer. Inspiré de la Commedia dell'arte, le déguisement traditionnel est la bauta, comprenant le tabarro, la larva et le tricorne, ou encore le masque d'arlequin. Son habit est coloré à losanges. Au XVIe siècle, loin d'être élégant, l'habit était simplement rapiécé pour figurer les haillons d'un mendiant.
Le plus ancien masque du carnaval est l’arlequin. Ses origines sont médiévales. Son costume se compose d'un masque noir et d’une robe à losanges multicolores. C'est un masque Lombard, originaire d'Italie et appartenant à la Commedia dell'arte.
La bauta est l'un des costumes les plus courants dans le carnaval. La forme particulière du masque assure la possibilité de manger et de boire sans avoir à l’enlever.
Un autre costume typique est la Gnaga. Elle est composée de vêtements féminins et d’un masque de chat. La personne porte un panier à son bras qui habituellement contient un chaton. Le personnage émet des sons stridents, miaule et est moqueur.
Beaucoup de femmes portaient un déguisement appelé moretta, dérivé du visard français, mis pour se protéger du soleil. Il se composait d'un petit masque de velours noir et d’un chapeau délicat. La moretta était un déguisement peu pratique. Le masque devait tenir sur le visage en le tenant avec la bouche à l’aide d’un bouton à l’intérieur du masque.
Cependant, le port du masque fut de nombreuses fois contesté au fil des années. Alors qu’il permettait de transgresser les règles sans être reconnu, il fut interdit au XIVe siècle, mais uniquement la nuit puis à l’intérieur des endroits religieux et durant les fêtes religieuses, même celles qui se déroulaient pendant le carnaval. Le but était de rétablir la morale et les bonnes mœurs que les porteurs de masque perdaient en étant anonyme. À partir de 1776, alors que le port du masque était interdit dans les maisons de jeux, les femmes devaient porter le taborro, le volto ou encore la bauta pour se rendre au théâtre.
Derrière les masques et les costumes se cachent des personnes qui veulent faire partager leur passion pour Venise. Lors du dernier week-end du carnaval, un jury international choisit le prix du masque le plus beau.

## Gagnants des dernières éditions
- 1990 : La Licorne de Caroline Barral (prix du plus beau costume féminin)
- 1993 : La Flamme de Caroline Barral (prix du plus beau costume féminin)
- 1994 : La Meduse de Caroline Barral (prix du plus beau costume féminin)
- 2007 : La Montgolfiera de Tanja Schulz-Hess
- 2008 : Luna Park de Tanja Schulz-Hess
- 2009 : Les Voyages de Marco Polo de Horst Raack et Tanja Schulz-Hess
- 2010 : Pantegane, d'Angleterre
- 2011 : 
  - La Famille Fabergé de Horst Raack
  - Hommage à Venise de Paolo et Cinzia Pagliasso et Anna Rotonai
  - Le premier prix de catégorie spéciale a été décerné à Lea Luongsoredju et Roudi Verbaanderd.
- 2012 : Il servizio da tè del settecento de Horst Raack. Catégorie spéciale aussi pour Oceano de Jacqeline Spieweg
- 2013 : Alla Ricerca del Tempo Perduto de Anna Marconi, gagnante pour le costume le plus coloré, le groupe Luna Park
- 2014 : Una giornata in campagna de Horst Raack, et Radice Madre de Maria Roan di Villavera
- 2015 : 
  - Le stelle dell'amore de Horst Raack, pour le costume de thème de carnaval
  - La regina della cucina veneziana de Tanja Schulz-Hess, pour le costume le plus créatif
  - Monsieur Sofa et Madame Coco de Lorenzo Marconi

## Les excès et les limites
Le carnaval a permis de dissimuler son identité. Certains malfaisants ont la possibilité de concevoir et de mener à bien des actes répréhensibles, plus ou moins graves. Pour cette raison, les autorités ont mis en place un décret des limitations et des interdictions. En effet, surtout la nuit, costumé, dans l'obscurité, il était plus facile de commettre des crimes. Un autre abus qui est devenu assez fréquent était la capacité des hommes, habillés en femmes et en costume religieux, à profiter de leurs costumes pour entrer dans les lieux saints. Mais il était aussi facile de cacher des armes et des objets dangereux dans des manteaux, sous des capes, avec l'intention d'offenser. Le carnaval de Venise va ainsi au-delà de la séduction, du plaisir de vivre et de la transgression et entre alors dans un autre domaine.

## ChansonLe Carnaval de Venise
La chanson populaire appelée Le Carnaval de Venise est à l’origine une mélodie napolitaine O cara mamma mia, remontant à la première moitié du XIXe siècle. Elle a donné naissance à une chanson autrichienne, reprenant le même timbre musical, sur des paroles différentes : Mein Hut, der hat drei Ecken (Mon chapeau, qui a trois coins ou Mon tricorne). La musique de cette chanson se développe sur un rythme de valse, très à la mode pendant tout le XIXe siècle. Le succès de cette petite œuvre a ensuite donné naissance à de très nombreuses variations, d'aspect aussi léger et divertissant que celui de la partition originale. Ces développements, souvent pleins d'imagination et de virtuosité, furent composés par différents auteurs, célèbres ou non, par exemple Paul Agricole Génin, Jean-Baptiste Arban, le pianiste Franz Liszt, le violoniste Niccolo Paganini, le guitariste Francisco Tárrega (ces trois derniers, très connus), Alamiro Giampieri, Paul Jeanjean, au XXe siècle David Guerrier, etc.

## Galerie

"Divers
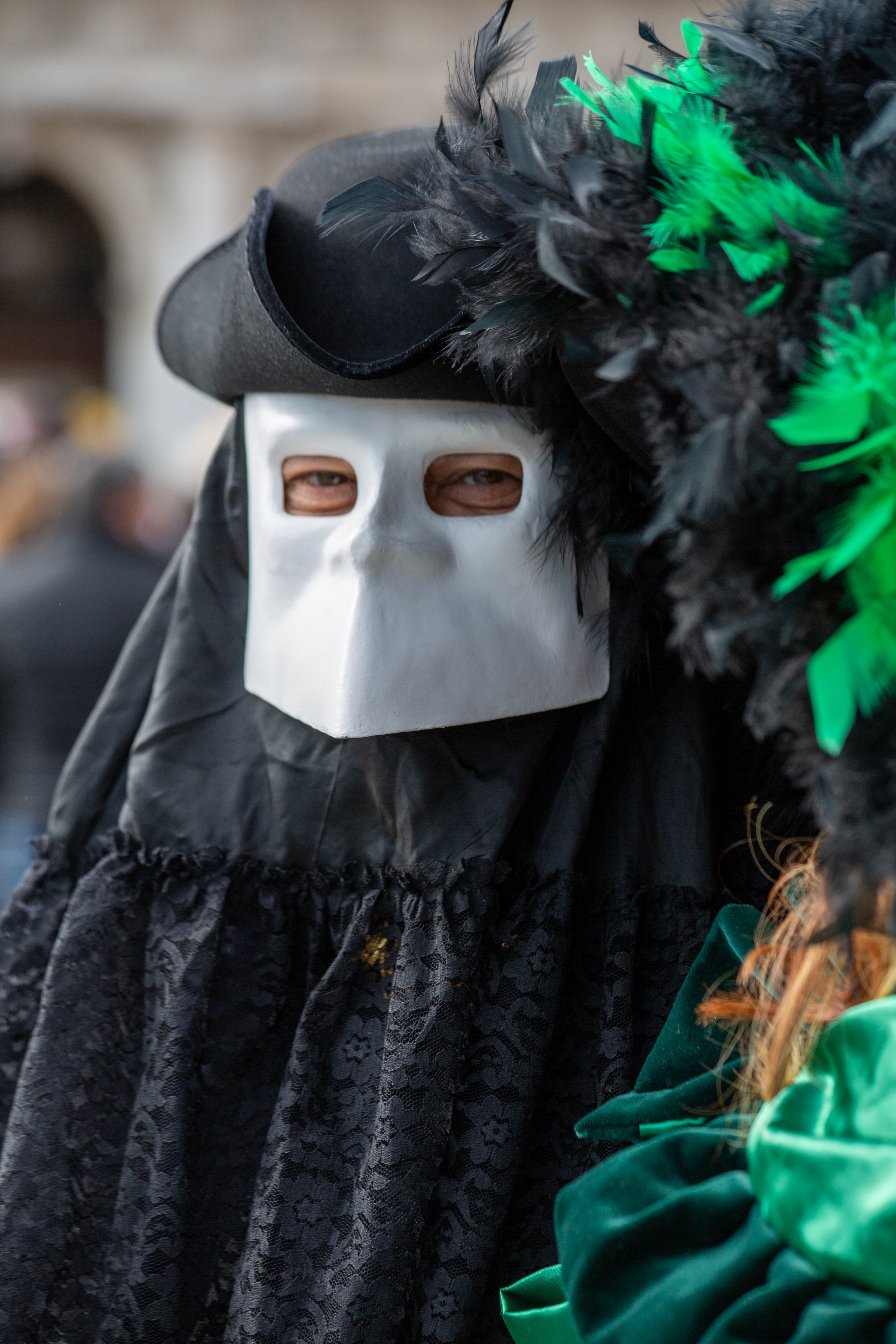
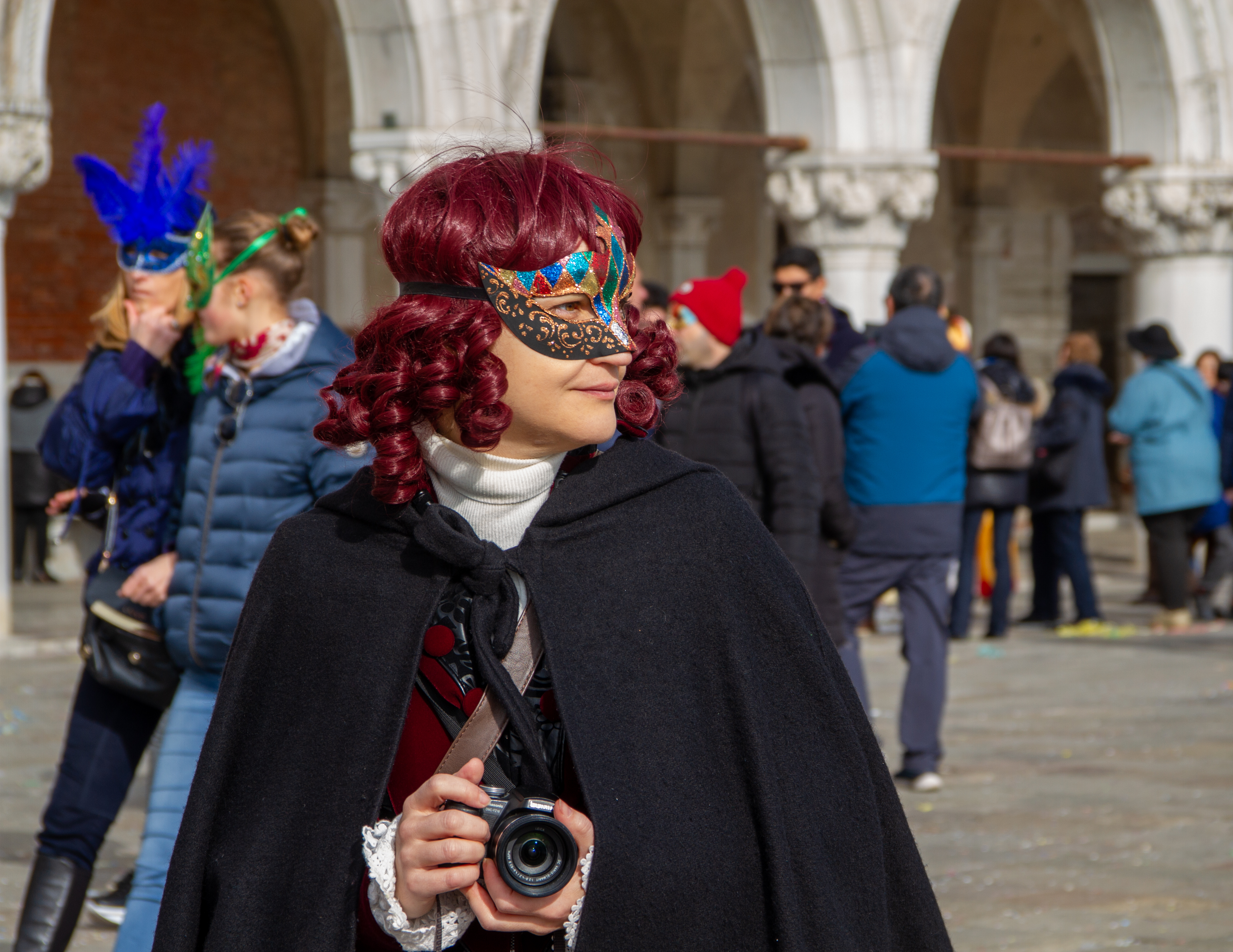
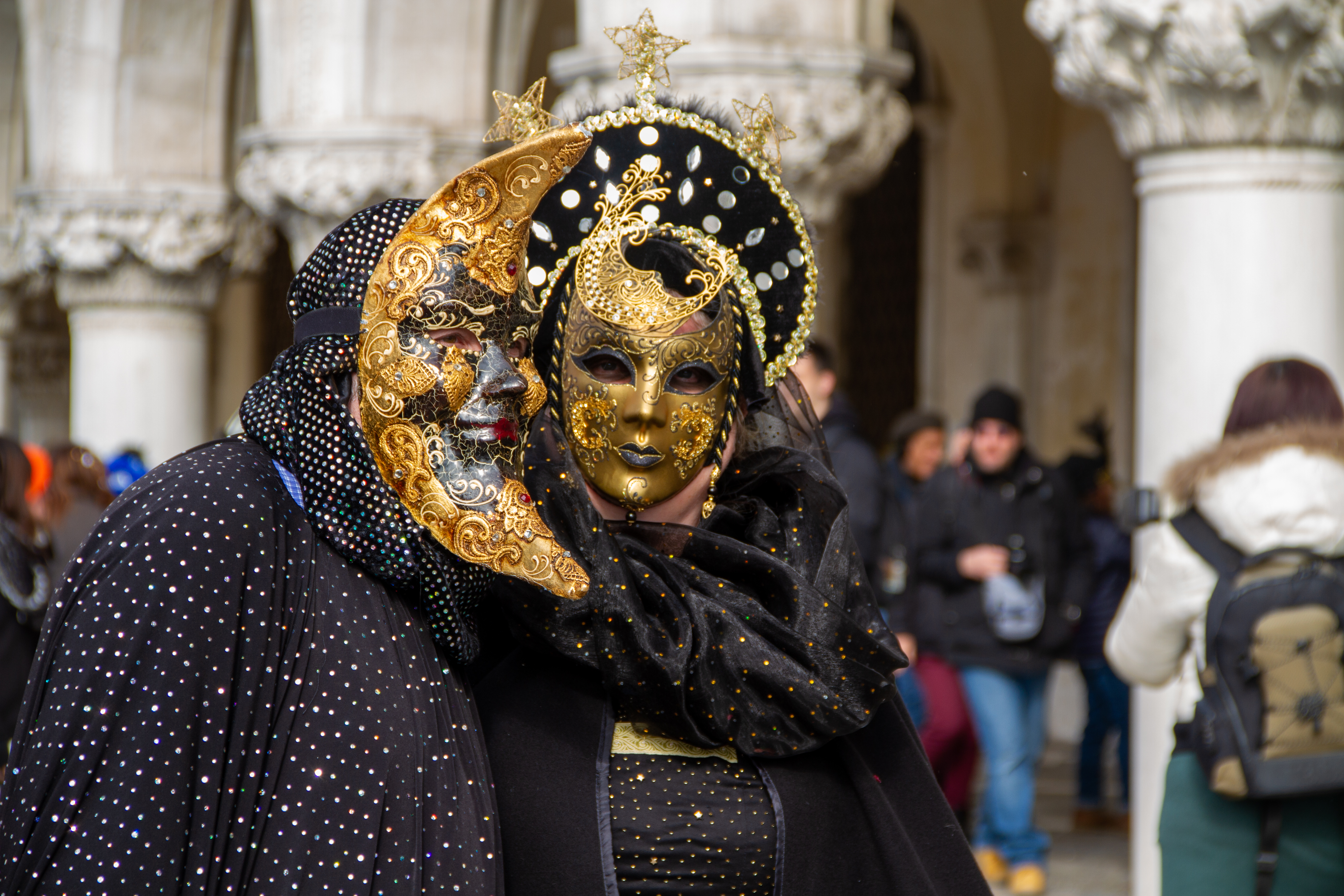
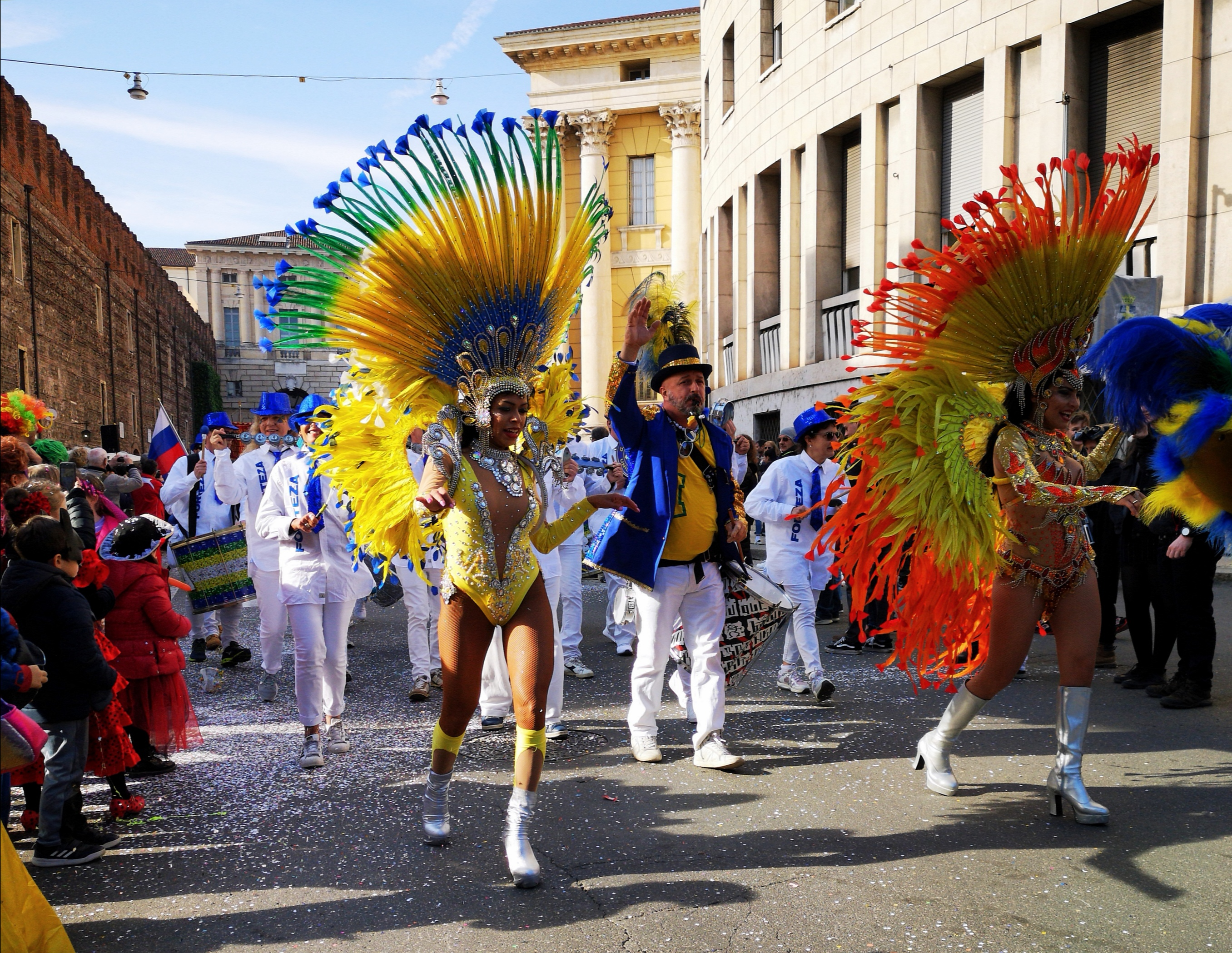
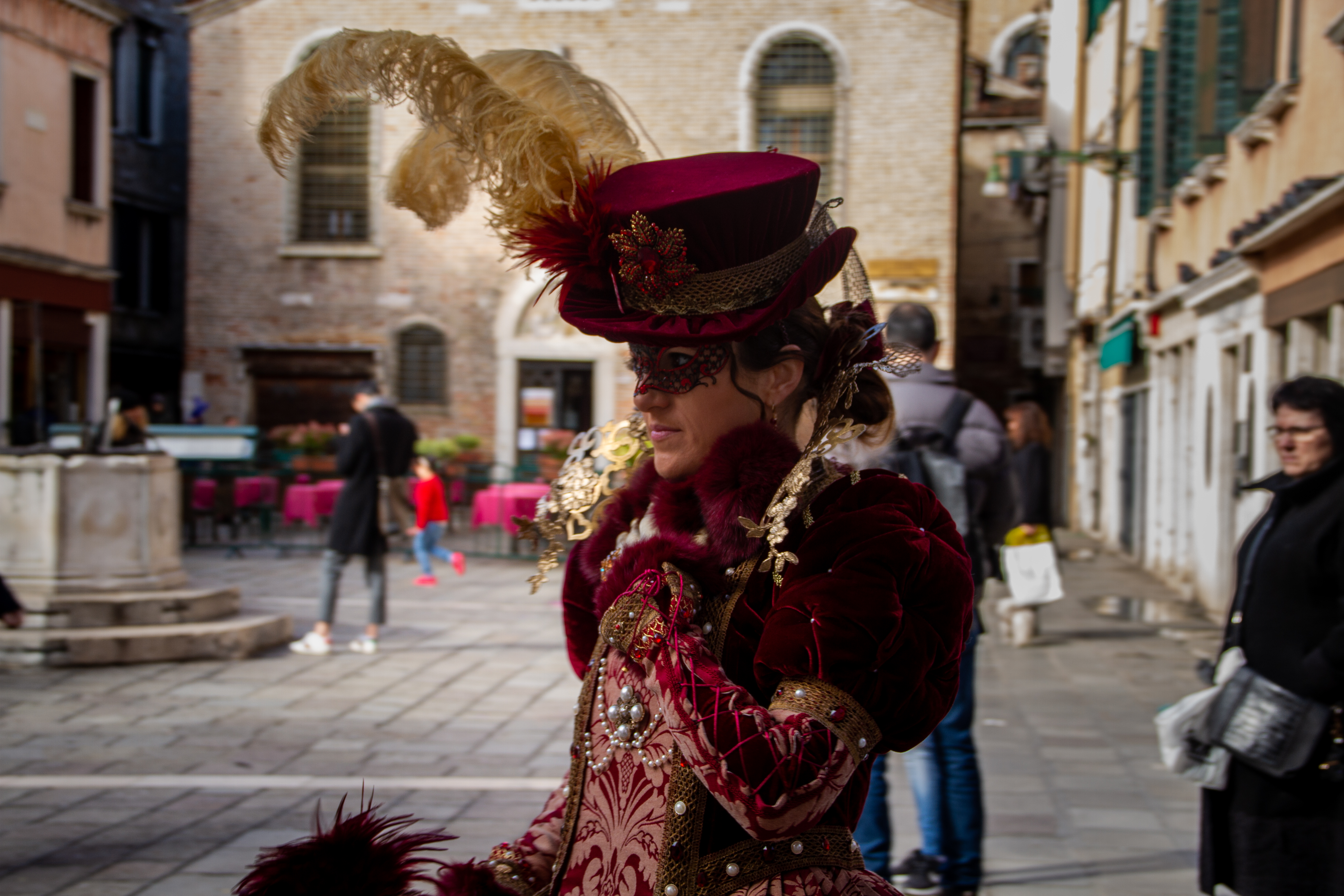
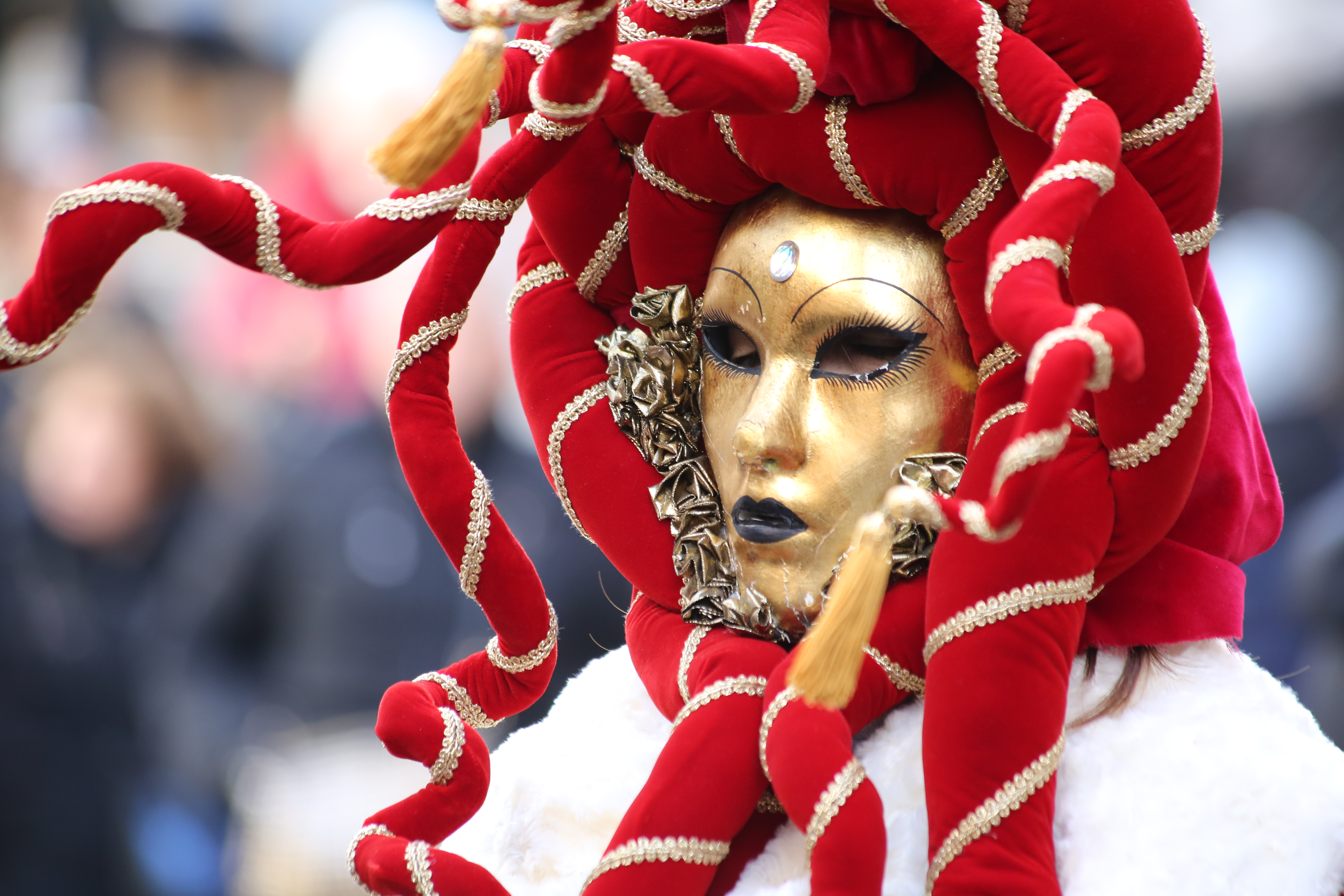

- Divers masques et costumes